# Назаров Євгеній Євгенійович
Євгеній Євгенійович Назаров (нар. 16 липня 1993) — український футбольний арбітр. У 2020 році розпочав обслуговувати футбольні матчі чемпіонату України у першій лізі.